# Schöck Atala
Schöck Atala (Budapest, 1973 –) opera-énekesnő (alt).
A 2000-es évek közepétől Európa-szerte keresett hangverseny- és opera-énekesnő. Repertoárja Monteverditől a kortársakig terjed, kiemelt helyet foglalnak el benne Wagner és francia szerzők művei.

## Élete
Felmenői közt számos gyakorló muzsikus, zenekedvelő volt. Az énekkaráról is híres Szilágyi Erzsébet Gimnáziumban érettségizett 1991-ben. Tanulmányait a Pázmány Péter Katolikus Egyetem német nyelv és irodalom szakán folytatta, mellette a Zeneakadémián 2000-ben operaénekesi végzettséget szerzett. Több neves énekes mesterkurzusán vett részt (Walter Berry, Csengery Adrienne, Hamari Júlia, Anna Reynolds stb.).
1998-ban megnyerte a Simándy József Énekversenyt, 2000-ben harmadik helyen végzett a Magyar Rádió versenyén,
Még tanulmányai idején, 1996 novemberében debütált a Szegedi Nemzeti Színház Kamaraszínházában Cimarosa Titkos házasságának Fidalmájaként. A Zeneakadémia befejezése után két évadra a szegedi színházhoz szerződött, azóta szabadfoglalkozású művészként van a pályán. 2004. április 8-án debütált a Magyar Állami Operaházban Mistress Meg Page-ként a Falstaffban. Folyamatosan fellép a budapesti dalszínházban, a 2016–17-es évadra a kamaraénekesi címet is megkapta.
Európa-szerte szerepel színpadon és koncertdobogón. 2004 és ’07 között a Bayreuthi Ünnepi Játékok Parsifal-előadásainak volt közreműködője.

## Szerepei
- Bartók Béla: A kékszakállú herceg vára – Judit
- Hector Berlioz: Faust elkárhozása – Margit
- Georges Bizet: Carmen – címszerep; Mercédès
- Domenico Cimarosa: A titkos házasság – Fidalma
- Pjotr Iljics Csajkovszkij: A pikk dáma – Polina
- Gaetano Donizetti: Lammermoori Lucia – Alisa
- Erkel Ferenc: Hunyadi László – Hunyadi Mátyás
- Faragó Béla: Az átváltozás – Anya [ősbemutató]
- Charles Gounod: Faust – Siebel
- Joseph Haydn: Élet a Holdon – Ernesto
- Engelbert Humperdinck: Jancsi és Juliska – Gertrúd
- Kodály Zoltán: Háry János... – Örzse
- Kodály Zoltán: Székely fonó – A háziasszony
- Jules Massenet: Manon – Javotte
- Jules Massenet: Werther – Charlotte
- Wolfgang Amadeus Mozart: Ascanio Albában – Ascanio
- Wolfgang Amadeus Mozart: Figaro lakodalma – Cherubino
- Wolfgang Amadeus Mozart: Così fan tutte – Dorabella
- Wolfgang Amadeus Mozart: A varázsfuvola – Harmadik hölgy
- Wolfgang Amadeus Mozart: Titus kegyessége – Sextus
- Jacques Offenbach: Hoffmann meséi – Miklós; A múzsa
- Richard Rodgers: Carousel – Nettie Fowler
- Gioachino Rossini: Hamupipőke – Tisbe
- Sári József: Napfogyatkozás – Maria Klöpfer
- Johann Strauss d. S.: A denevér – Orlovszkij herceg
- Richard Strauss: Salome – Herodiás apródja
- Richard Strauss: Elektra – I. szolgáló
- Richard Strauss: Ariadné Naxoszban – Driád
- Richard Strauss: Az árnyék nélküli asszony – Égi hang; Egy gyermekhang
- Giuseppe Verdi: Rigoletto – Maddalena
- Giuseppe Verdi: Aida – Főpapnő
- Giuseppe Verdi: Falstaff – Mistress Meg Page
- Antonio Vivaldi: Farnace – Selinda
- Richard Wagner: A Rajna kincse – Fricka; Floßhilde
- Richard Wagner: A walkür – Fricka
- Richard Wagner: Istenek alkonya – Floßhilde
- Richard Wagner: Trisztán és Izolda – Brangäne
- Richard Wagner: Parsifal – Viráglány; II. fegyvernök; Egy hang

## Díjai, elismerései
- 2015 – Balatonrendesért Emlékplakett[6]
- 2017 – Liszt Ferenc-díj